# Poço Fundo
Poço Fundo är en kommun i Brasilien.   Den ligger i delstaten Minas Gerais, i den sydöstra delen av landet, 700 km söder om huvudstaden Brasília. Antalet invånare är 15 961.
Omgivningarna runt Poço Fundo är huvudsakligen savann. Runt Poço Fundo är det ganska glesbefolkat, med 31 invånare per kvadratkilometer.